# 斯克利峰
斯克利峰（英語：Skelly Peak），是南極洲的山峰，位於埃爾斯沃思地，處於瓦特拉克山東北端，屬於埃爾斯沃思山脈中赫里蒂奇嶺的一部分，海拔高度1,450米，現時由南極條約體系管理。